# Vancouver 2010 (videojuego)
Vancouver 2010 es el videojuego oficial de los Juegos Olímpicos de Invierno de 2010 celebrados en Vancouver, Columbia Británica, Canadá. Fue desarrollado por Eurocom (quienes habían trabajado en juegos olímpicos anteriores en 2004 y 2008) y publicado por Sega.

## Jugabilidad
Vancouver 2010 es un videojuego basado en los Juegos Olímpicos de Invierno de Vancouver 2010. Muchos de los eventos de los Juegos Olímpicos reales son jugables en el juego.

## Disciplinas
Los siguientes eventos están en el juego:
| - Esquí alpino - Eslalon gigante (solo mujeres) - Eslalon (solo mujeres) - Descenso (solo hombres) - Supergigante (solo hombres) - Trineo - Bobsleigh (solo hombres) - Luge Individual (solo hombres) - Skeleton (solo hombres) - Esquí acrobático - Saltos Acrobáticos (solo mujeres) - Esquí de campo a través (solo mujeres) | - Snowboard - Eslalon Gigante Paralelo (solo hombres) - Snowboard cross (solo hombres) - Salto de esquí - Trampolín Individual de Gran Tamaño (solo hombres) - Patinaje de velocidad sobre hielo - Patinaje de velocidad sobre pista corta de 500 m (solo mujeres) - Patinaje de velocidad sobre pista corta de 1.500 m (solo mujeres) |  |

Además, el juego incluye 30 desafíos diferentes repartidos en todos los eventos, los cuales se pueden desbloquear uno a uno a medida que el usuario completa las tareas (Por ejemplo, el desafío 'Zona de Aterrizaje' obliga al jugador a aterrizar en un salto de esquí con 10 m de 90 m y otro salto sucesivo dentro de 10 m de 120 m).

## Naciones jugables

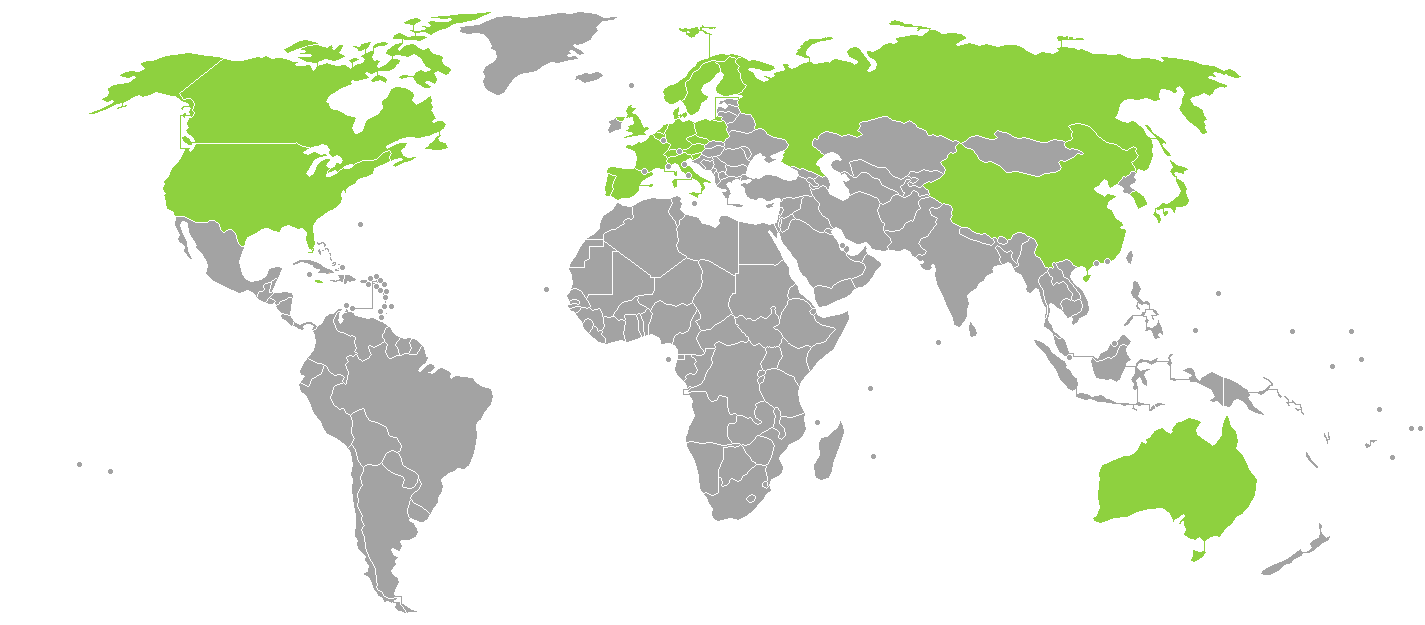
Países jugables

En total, hay 24 países jugables en el juego. Estos son:
- Alemania
- Australia
- Austria
- Bélgica
- Canadá
- China
- Corea del Sur
- Dinamarca
- Eslovenia
- España
- Estados Unidos
- Finlandia
- Francia
- Italia
- Japón
- Noruega
- Países Bajos
- Polonia
- Portugal
- Reino Unido
- República Checa
- Rusia
- Suecia
- Suiza

## Recepción
"Vancouver 2010" recibió críticas "mixtas" en todas las plataformas según el sitio web de agregación de reseñas Metacritic. IGN dijo sobre las versiones de PlayStation 3 y Xbox 360: "Si tan solo este juego tuviera alguna semblanza de un modo carrera o algo que se sintiera ligeramente como los Juegos Olímpicos reales, entonces tal vez SEGA habría tenido un verdadero éxito entre manos". GameSpot dijo de las mismas versiones para consolas: "La selección limitada de eventos deja a estos Juegos Olímpicos en el frío".